# Cosmophyga torneensis
Cosmophyga torneensis là một loài bướm đêm trong họ Geometridae.